# Fay Honey Knopp
Pour les articles homonymes, voir Knopp et Irving.
Vous pouvez aider à l'améliorer ou bien discuter des problèmes sur sa page de discussion.
- Son texte doit être wikifié : il ne correspond pas à la mise en forme Wikipédia (style, typographie, liens internes, liens entre les wikis, etc.). (Marqué depuis mars 2024)
- La traduction doit être revue. Le contenu est difficilement compréhensible à cause d’erreurs de traduction, peut-être dues à l’utilisation d’un logiciel de traduction automatique. (Marqué depuis mars 2024)

Fay « Honey » Knopp, née Fay Birdie Irving, le 15 août 1918  à Bridgeport et morte le 10 août 1995 à Shoreham, est une pasteure quaker américaine, défenseure de la paix, des droits civils et de l'abolition des prisons. C'est l'une des premières personnes aux États-Unis à articuler abolitionnisme et féminisme, autour de la prise en charge des auteurs de violence sexuelle.

## Vie personnelle et scolarité
Fay Birdie Irving nait le 15 août 1918 à Bridgeport, Connecticut. Sa mère est Mollie Feldman et son père Alexander Ajolo Irving, un émigré juif russe. Elle est diplômée en 1935 de la Warren Harding High School en tant que major de promotion. Après le lycée, elle devient acheteuse de mode féminine. Elle épouse en 1941 Burton Knopp. Ensemble, ils ont eu deux enfants : Sari, qui deviendra professeure en sciences de l'éducation à l'université de Syracuse ; et Alex Knopp, qui aura une carrière en tant que politicien dans l'état du Connecticut. Fay Honey Knopp a étudié à la Hartford Art School, à la New School for Social Research et à l'université de Californie à Los Angeles.

## Carrière professionnelle
En 1939, en tant que pacifiste influencée par le mouvement de Gandhi, elle assiste à une manifestation pour la paix organisée par les Quakers. En 1955, Fay Knopp commence à visiter en prison les objecteurs de conscience qui refusent d'aller à la guerre du Viêt Nam. En 1962, elle se rend à Genève, en Suisse, dans le cadre d'une délégation des Women Strike for Peace, pour protester contre les effets des essais nucléaires sur la santé des enfants. Cette année-là également, elle devient quaker. Désignée "ministre des archives", elle servira en tant que visiteuse de prison dans le système pénal fédéral.
En 1968, avec Bob Horton, Knopp fonde l'association Prisoner Visitation and Support pour poursuivre ce travail, en se concentrant à l'origine sur le nombre accru de résistants emprisonnés à la guerre du Vietnam,,. En 1976, Knopp fonde le Prison Research Education Action Program (PREAP) et publie le livre Instead of Prisons: A Handbook for Abolitionists. Ce livre fondateur du mouvement abolitionniste contemporain relaye fait part de trois objectifs pour les abolitionnistes : interdire la construction de nouvelles prisons, réduire la population carcérale et se défaire de l'incarcération comme solution,,. Le PREAP était un projet national qui s'est engagé, par la recherche et par l'action, en faveur d'une prise en charge non-répressive des auteurs de violence, pour la défense des droits de recours accordés aux victimes et pour la mise en place de stratégies de prévention primaire et secondaire.
En 1974, Knopp fonde le Safer Society Program, dont elle a été directrice jusqu'en 1993. L'objectif du programme est d'offrir un "traitement" aux délinquants sexuels, par le biais d'un système d'orientation international, afin de briser le cycle du comportement violent plutôt que de se focaliser sur la punition,. Un programme spécial de lycée résidentiel à Rutland, dans le Vermont, destiné aux adolescents de sexe masculin qui ont manifesté des "comportements sexuels préjudiciables", est nommé Fay Honey Knopp Memorial School en son honneur.
Knopp, au sein de l'American Friends Service Committee (la société quaker), a servi en tant que directrice de la région de New York et cheffe de projets, à Philadelphie, pour la section nationale de l'éducation à la paix. La gouverneure Ella T. Grasso a nommé Knopp en 1978 comme l'une des 100 femmes exceptionnelles du Connecticut.
Knopp meurt le 10 août 1995 à Shoreham, Vermont, à l'âge de 76 ans, d'un cancer de l'ovaire. Son mari a vécu jusqu'à 93 ans et est mort en 2010.

## Réception
La plupart des criminologues, même ceux d'obédience abolitionniste, semblent n'avoir jamais entendu parler de Fay Honey Knopp. Le criminologue Harold E. Pepinsky mentionne qu'il « n'avait jamais lu son travail ni vu de citation dans la littérature criminologique ». Il pense désormais qu'« elle devrait être classée parmi les géants de la criminologie américaine. Son quakerisme, son féminisme radical et son abolitionnisme des prisons se sont renforcés et informés mutuellement ». Le criminologue néerlandais Herman Bianchi se souvient d'elle comme de la « Mère Teresa parmi les abolitionnistes ».